# Nowa Nadzieja
Nowa Nadzieja (deutsch Neue Hoffnung, Kurzbezeichnung NN) ist eine politische Partei in Polen mit libertärer, paläokonservativer und EU-skeptischer Ausrichtung. Sie wird als rechtsextrem und rechtspopulistisch eingeschätzt. Sie wurde am 22. Januar 2015 von Janusz Korwin-Mikke gegründet, nachdem er am 5. Januar 2015 von seinem Vorsitz im Kongress der Neuen Rechten (kurz KNP) zurückgetreten war.

## Geschichte
Bei der Präsidentschaftswahl in Polen 2015 trat Korwin-Mikke erstmals für seine neue Partei an und kam mit 3,26 % auf den vierten Platz. Zur Parlamentswahl im Jahr 2015 gelang es ihr, Kandidaten für den Sejm in allen 41 Wahlkreisen registrieren zu lassen. Die staatliche Wahlkommission (Państwowa Komisja Wyborcza) loste für die Partei den vierten Listenplatz auf dem Wahlzettel. Mit 4,76 Prozent verfehlte sie die geltende 5-Prozent-Hürde und scheiterte somit am Einzug in den Sejm.
Zur Europawahl 2019 trat man zusammen mit der Nationalen Bewegung und weiteren Partnern an. Der Koalition angeschlossen haben sich unter anderem Grzegorz Braun, der Rapper Liroy und die Abtreibungsgegnerin Kaja Godek. Mit einem Ergebnis von 4,55 % verfehlte das Bündnis aber den Einzug ins Europäische Parlament.
Bei den Selbstverwaltungswahlen 2024 wurde das Nowa-Nadzieja-Mitglied Patryk Marjan zum Stadtpräsidenten der 56.000-Einwohner-Stadt Bełchatów gewählt.

## Programm
Die Partei Wolność befürwortet die Einführung eines präsidentiellen Regierungssystems. Sie will die Todesstrafe einführen, Körperschaft- und Einkommensteuer abschaffen und den Mehrwertsteuersatz auf 15 % – das zulässige Minimum in der Europäischen Union – absenken. Unternehmen, Schulen und Krankenhäuser sollen privatisiert werden. Im Rahmen eines Minimalstaats soll er sich hauptsächlich auf Polizei und Militär konzentrieren. Die Partei tritt dafür ein, Polizeieinsätze verpflichtend aufzuzeichnen.

## Parteiname und Rechtslage
Am 8. Oktober 2016 entschieden sich die Mitglieder für den Parteinamen „Wolność“ (deutsch Freiheit), wobei das Kürzel „KORWiN“ nach der bis 8. Oktober 2016 gültigen Benennung „Koalicja Odnowy Rzeczypospolitej Wolność i Nadzieja“ erhalten blieb. Am 1. April 2017 kam es zu einer erneuten Änderung: Der vollständige Parteiname lautete nun „Wolność Janusza Korwin-Mikke“ (Abkürzung: Wolność). Im Dezember 2018 gab der Parteivorsitzende wegen der gescheiterten Registrierung von „Wolność“ bekannt, zum alten Namen „KORWiN“ zurückzukehren.
Die Partei KORWiN wurde am 22. Juni 2015 vom Bezirksgericht in Warschau registriert. Auf Grundlage dieser nicht rechtskräftigen Entscheidung konnte die Partei mit einem Wahlkomitee an der Parlamentswahl 2015 teilnehmen. Wegen eines ablehnenden Gerichtsbeschlusses am 22. November 2018 kam es letztlich zu keiner rechtskräftigen Registrierung. Für die staatliche Wahlkommission existiert die Partei nicht, die Parteienfinanzierung wurde eingestellt.